# Nolathripa lactaria
Nolathripa lactaria är en fjärilsart som beskrevs av Ludwig Carl Friedrich Graeser 1892. Nolathripa lactaria ingår i släktet Nolathripa och familjen trågspinnare. Inga underarter finns listade i Catalogue of Life.